# イースト・レンフルーシャー

イースト・レンフルーシャー

イースト・レンフルーシャー（英語: East Renfrewshire、スコットランド・ゲール語: Siorrachd Rinn Friù an Ear）は、スコットランドの行政区画の1つである。
ノース・エアシャー、イースト・エアシャー、レンフルーシャー、サウス・ラナークシャー、グラスゴーと隣接する。
総面積174平方キロメートル。人口9万7160人（2022年推計）。
州都はギフノック。